# Monica Moss
Mónica Ramos Palomo conocida como Monica Moss (Madrid, 1978) es autora, compositora, bailarina, intérprete y productora independiente de música y videoclips, así como activista por los derechos de la mujer. Ha obtenido diversos reconocimientos y galardones.

## Formación
Bailarina desde los 4 años, se formó en Ballet clásico obteniendo diversas certificaciones con Honours en Cechetti y RAD (Royal Academy of Dancing). Mientras se iba formando y adentrando en el mundo musical, estudió Psicología Clínica y se licenció en 2001 en la Universidad Complutense de Madrid.

## Carrera artística multidisciplinar
Ha sido pionera de la música electrónica, el sonido electropop fusionado con ritmos y sonidos urbanos; y vocalista en las principales fiestas de música electrónica de ámbito europeo: Scream París, Matinèe, Supermartxé..., participando en giras y bolos por diversas ciudades: París, Milán, El Cairo, Moscú, Dubai.
También ha actuado en el MADO -Fiesta del Orgullo Gay Gay en Madrid 2015, 2016 y 2017-, presentando la gala del Mad Cool Festival  2016 para Mediaset; en los Premios de la Música Independiente (MIN) y poniendo música en la carrera “Ponle freno” de Atresmedia en 2017.
Ha colaborado con los DJs Dr. Kucho!,The Kickstarts, y Jerry Ropero, y con destacados raperos como Chojin, Rayden, Nine Black (UK), Trad Montana, Sholo Truth, Mitsuruggy, y Latex Diamond.
Como autora, compositora e intérprete, productora y directora artística ha creado 30 singles, 18 videoclips y cuatro discos en solitario: Moss Rules! (2013), Forever Perras (2016),Ritual, (2019) y Astroqueen (2022).
Como artista multidisciplinar ha mezclado las distintas expresiones artísticas (video, música y danza, blog, poesía y performances) en una suerte de provocación y atractivo erótico que en algunas ocasiones han sido censuradas.  Y en otras ha cosechado un gran interés por parte de medios y prensa, como pasara en 2015 con Carmen Oh! su versión electrónica de Carmen de Merimèe.

## Activista
Comprometida con los derechos de la mujer, trabaja con diversas fundaciones y ONG´S con colectivos desfavorecidos y menores en riesgo de exclusión social utilizando la música como herramienta para la transformación.
Comprometida con la gestión y desarrollo de la propiedad intelectual y los derechos de los músicos, ha sido co-fundadora de A.M.C.E. (Asociación de mujeres Creadoras de Música en España), forma parte de la  Junta Directiva de A.M.P.E (Asociación de Músicos Profesionales de España), del Fondo Asistencial y Cultural y  del Consejo de Administración de la Sociedad de Artistas, Intérpretes y Ejecutantes (A.I.E.).  

## Premios y reconocimientos
En 2010 fue nominada a los Premios de la Música Española junto a Dr. Kucho y su tema ´Lose Control;  ha sido dos veces nominada como mejor vocalista de electrónica (2011 y 2013) en los VMA ( Vicious Music Awards) de los Premios de la Música Electrónica. Fue ganadora del IV Concurso de Talentos Puro Cuatro (Mediaset) en la categoría Dance (2013). Su libro autobiográfico Color Karma “El Día que la Música murió en mí” (Editorial Samarcanda), obtuvo una mención honorífica en los International Latino Books Awards 2022 (Los Ángeles, California).